# Траскины
Траскины — дворянский род.
Потомство майора Ивана Фёдоровича Траскина, сыновья которого: Семён, полковник, Алексей, чиновник 6 кл., Егор, подполковник и Яков, майор, жалованы 5 декабря 1827 года дипломом на потомственное дворянское достоинство.
- Траскин, Егор Иванович — Георгиевский кавалер; полковник; № 4546; 8 октября 1831; командир Серпуховского уланского полка.
- Траскин, Семён Иванович (1777—1827) — генерал-майор, комендант Кронштадта.
  - Траскин, Александр Семёнович (1803—1855) — начальник штаба Отдельного Кавказского корпуса, Харьковский гражданский губернатор.
  - Траскин, Иван Семёнович — командир Серпуховского уланского полка, генерал-майор.
- Алексей Иванович
  - Дмитрий Алексеевич (1816—?); жена — Аделаида Ильинична Капнист (1829—1874), внучатая племянница В. В. Капниста.
    - Илья Дмитриевич (15 июля 1851, с. Кошибеево Елатомского уезда Тамбовской губ. — 18 января 1925, Ментона, деп. Приморские Альпы, пох. в Ницце на клад. Кокад) — камергер, действительный статский советник, благотворитель; с 1884 г. на протяжении 33-х лет Сумский уездный предводитель дворянства.

## Описание герба
Щит поделен на четыре части. В первой в голубом поле серебряная вертикальная полоса, в ней серебряная с золотой рукояткой шпага, острием вверх, по бокам в голубом поле по серебряной шестиконечной звезде. Во втором золотом поле крепость красного цвета. В третьем золотом поле красное стропило, остриё его не касается верха. В четвёртом голубом поле на серебряной вертикальной полосе серебряный хлебный колос, по его сторонам в голубом поле по золотой пчеле. Над щитом дворянский коронованный шлем с тремя страусовыми перьями.
На щите дворянский коронованный шлем. Нашлемник: три страусовых пера, на них согнутая рука в латах с саблей. Намёт на щите красный и золотой, подложен серебром и голубым. Герб Траскиных внесен в Часть 14 Сборника дипломных гербов Российского Дворянства, невнесенных в Общий Гербовник, стр. 41.